# Gastão Cruz
Gastão Santana Franco da Cruz (* 20. Juli 1941 in Faro, Algarve, Portugal; † 20. März 2022 in Lissabon) war ein portugiesischer Lyriker, Germanist, Übersetzer, Literatur- und Theaterkritiker.

## Leben
Cruz wurde in Faro an der Algarve geboren. Mit 17 Jahren ging er nach Lissabon, um dort an der philosophischen Fakultät der Universität Lissabon Englische Sprache und Germanistik zu studieren. Nach Beendigung seines Studiums arbeitete er einige Zeit lang als Lehrer.
Seine erste Veröffentlichung hatte er 1961 mit Gedichten in einer berühmten Anthologie. Neben seiner Tätigkeit als Lehrer war er auch 
in den 1960er und 1970er Jahren als Literatur- und Theaterkritiker tätig, so für Zeitungen und Zeitschriften wie Diário de Lisboa, Seara Nova, Crítica, Vida Mundial, O Jornal. Die Hauptthemen seines poetischen Werkes sind der Tod, die Heimat Algarve, Transzendenz, das Meer und der portugiesische Kolonialkrieg.
Seine Leidenschaft für das Theater konnte er nicht nur als Kritiker, sondern auch als Mitbegründer der Theaterkompanie „Grupo de Teatro Hoje“ von 1975 bis 1994 ausleben.
Von 1980 bis 1986 lebte er in London und lehrte als Dozent für Portugiesische Literatur am dortigen King’s College.
Als Übersetzer hat er Werke von William Shakespeare, Anton Tschechow, August Strindberg, Jean Cocteau, Sandro Penna, William Blake ins Portugiesische übertragen. Ein Werk wurde bisher lediglich ins Französische übersetzt.
Gastão Cruz lebte in Lissabon, war Vorstandsmitglied der Luis Miguel Nava Stiftung und Herausgeber der stiftungseigenen Zeitschrift "Relámpago". Cruz war mit der Schriftstellerin Fiama Hasse Pais Brandão verheiratet.
Gastão Cruz starb am 20. März 2022 im Alter von 80 Jahren im Hospital Egas Moniz in Lissabon. 

## Werke (Auswahl)
- Hematoma, 1961, Lyrik.
- A doença, 1963, Lyrik.
- As Aves, 1969, Lyrik.
- Orgão de Luzes, 1981, Lyrik.
- Carta a Otelo, 1984, Lyrik.
- As pedras negras, 1995, Lyrik.
- Rua de Portugal, 2002, Lyrik.
- A moeda do tempo, 2006, Lyrik.

## Auszeichnungen (Auswahl)
- Prémio Dom Dinis, 2000.
- Prémio de Poesia do PEN Clube Português, 2007.